# 自治州
自治州（じちしゅう）とは、少数民族や先住民などの住民に対して自治が認められた州（自治行政区画）を指す。行政システムの内容や、自治の度合いは自治州を設定している国によって区々である。一般に少数民族に対して一定の権利を与えるために設定されることが多い。ただ同じ自治州といっても、スペインでは一級地方行政区である州が全て自治州と呼ばれているのに対して、中国の自治州は省レベル以下の二級行政区である少数民族自治区域を指す。

## 自治州が設定されている（いた）国

### 現行で自治州が設定されている国
- ロシア
- 中華人民共和国
- インドネシア
- アゼルバイジャン
- イタリア共和国
- サントメ・プリンシペ
- スペイン
- ポルトガル
- セルビア
- ミャンマー

### かつて自治州が設定されていた国
- ソビエト連邦
- ユーゴスラビア社会主義連邦共和国
- ユーゴスラビア連邦共和国[注釈 1]→セルビア・モンテネグロ

## 各国の自治州

### 中華人民共和国の自治州
中国における州は、複数の県を管轄する、より上位の行政単位であったが、中華人民共和国の現行制度においては、州と名のつく行政単位は、少数民族のための自治州のみとなっている。中国人民政府は国民を「漢族と55の少数民族」に区分し、これらの民族に一定の自治を認めるために、省クラスの自治区のほか、地区クラスの二次的な行政区域として吉林省・湖北省・湖南省・四川省・貴州省・雲南省・甘粛省・青海省・新疆ウイグル自治区に30の自治州を設置している。さらに下級の自治県・民族郷などの自治単位もある。

### インドネシアの自治州
- アチェ州（ナングロ・アチェ・ダルサラーム）

### スペインの自治州
スペインの自治州はスペインにおける最も大きな地方行政区画である。セウタ、メリリャの2自治都市および小島嶼部であるプラサス・デ・ソベラニア以外の全てのスペイン領土・領海は17の自治州のいずれかに属する。歴史的経緯をはじめ、バスクやカタルーニャなどの独立運動あるいはフランコ政権における地方の弾圧政策の反省から、1978年憲法によって各地方の自治権が規程されている。各々の自治州は州政府首相（プレジデンテ(スペイン語圏およびカタルーニャ語圏)、レンダカリ(バスク語圏)）を政権の長とする自治州政府と立法機関である自治州議会を有する。首都マドリードもマドリード自治州に属している。対して中央政府は自治州の管理や軍事、外交などの機能を有する（小さな政府）。中でもバスク自治州およびカタルーニャ自治州には他の15の自治州よりも高度な自治が与えられている。2017年10月にはカタルーニャ独立宣言に伴い、一時的にカタルーニャの自治が剥奪されたが、2018年5月に自治を回復している。

### サントメ・プリンシペの自治州
- プリンシペ州 - 1995年4月28日、州から自治政府を持つ自治州に昇格した。

### ミャンマーの自治州
- ワ州（シャン州第2特区） - ワ族主体の反政府民兵組織「ワ州連合軍」の支配地域をミャンマー政府が追認したもの。

### セルビアの自治州
セルビアにはコソボ・メトヒヤ自治州とヴォイヴォディナ自治州の2つの自治州が存在する。しかし、コソボは2008年2月17日にセルビアから独立を宣言しており、日本を含む多くの国がコソボ共和国として独立を承認している。セルビアはこの独立を承認しておらず、コソボは自国領との立場をとっている。